# Kurapaty
Coordenadas: 53°57.93′N 27°36.68′E

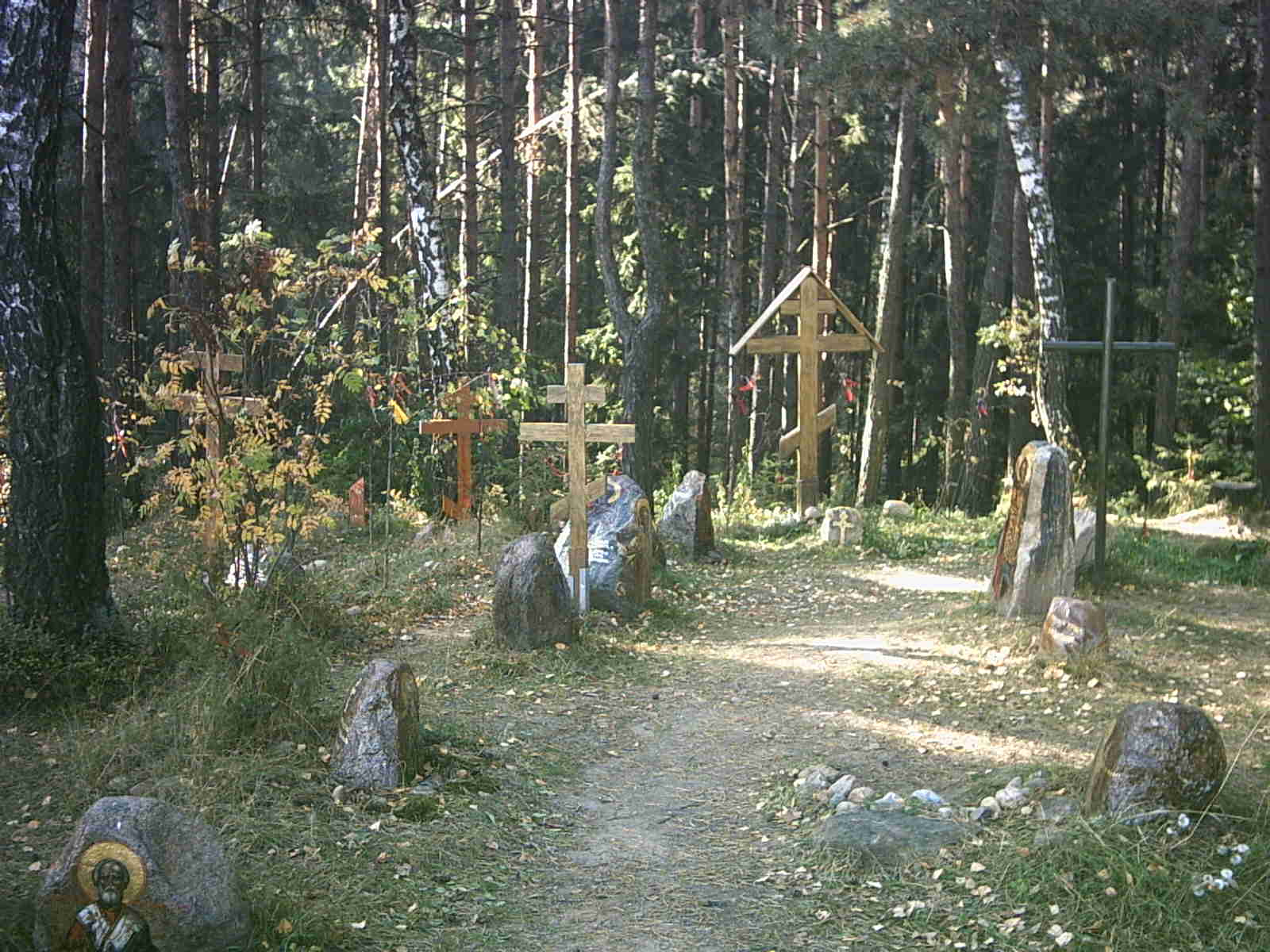
Tumbas de Kurapaty en el bosque.

Kurapaty (en bielorruso Курапаты) es una zona boscosa en las afueras de Minsk, Bielorrusia, en la que se ejecutó a un gran número de personas entre 1937 y 1941, durante la Gran Purga, por la policía secreta soviética, el NKVD.
El número exacto de víctimas es incierto, los archivos del NKVD son secretos en Bielorrusia. De acuerdo con diversas fuentes el número de personas que perecieron en Kurapaty se estima así: hasta 7.000 personas (según Bozhelko, fiscal general de Bielorrusia), al menos 30.000 personas (según Tarnaŭski, procurador general de la República Socialista Soviética de Bielorrusia), hasta 100.000 personas (según la guía Bielorrusia de la editorial Enciclopedia Bielorrusa), de 102.000 a 250.000 personas (según Zianón Pazniak y Yauhien Smyhalou en un artículo en el periódico Litaratura i mastactva), 250.000 personas (según Zdzisław Julian Winnicki, historiador polaco y profesor de la Universidad de Wroclaw), y mucho más (según Norman Davies, historiador británico).
En 2004, Kurapaty fue incluido en el Registro de Bienes Culturales de Bielorrusia como un patrimonio cultural de primera categoría. 

## Descubrimiento y recuerdo

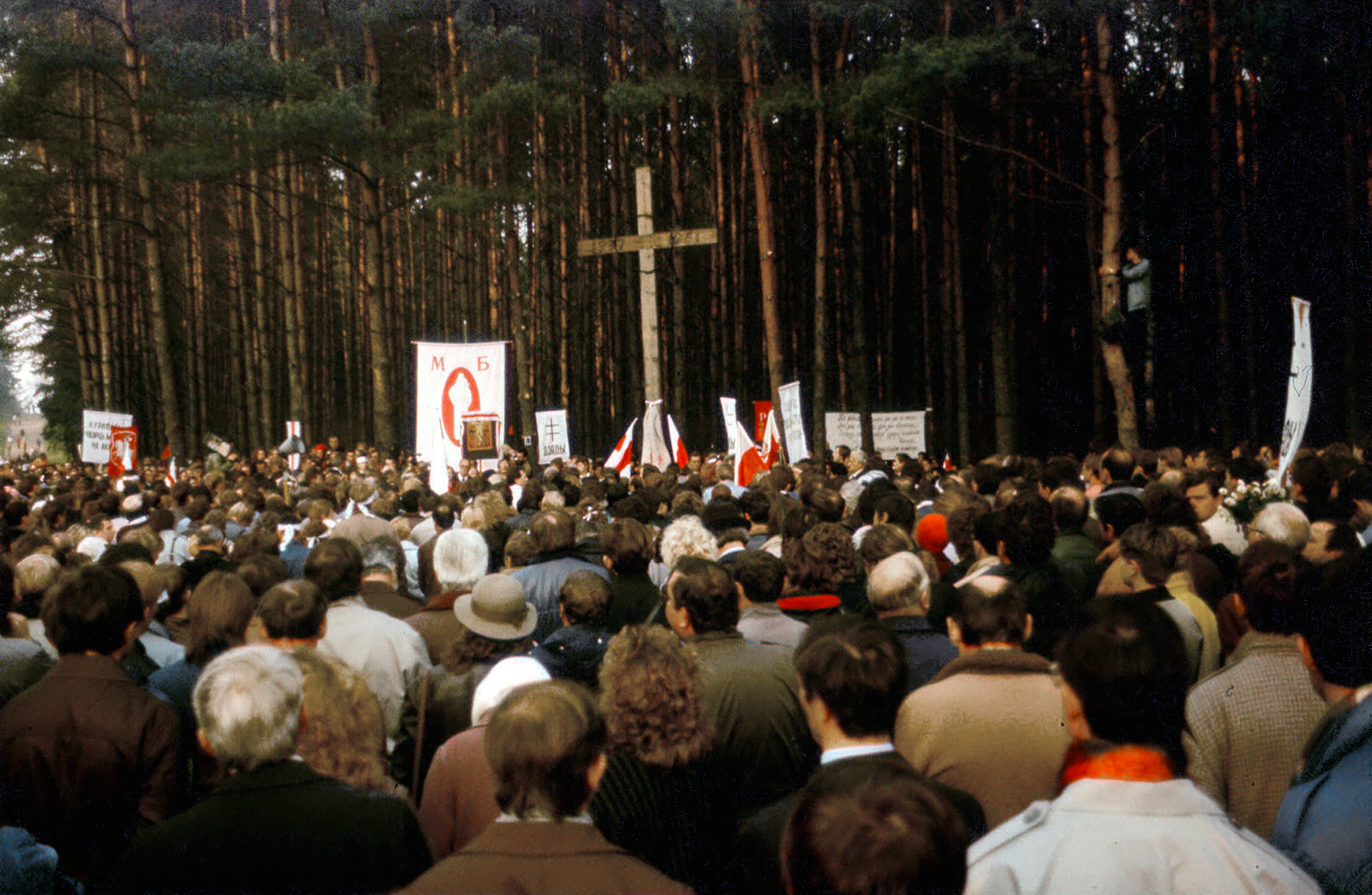
Concentración en Kurapaty en 1989.

El descubrimiento y exhumación de los restos en 1988, por el historiador Zianón Pazniak, dio un impulso adicional a favor de la democracia y el movimiento independentista de Bielorrusia en los últimos años de la Unión Soviética, antes de su disolución. Ha habido investigaciones, tanto por parte soviética como del gobierno de Bielorrusia, que han sido poco concluyentes en cuanto a si los autores de las matanzas fueron el NKVD soviético o las fuerzas invasoras alemanas en 1941. En el libro Kurapaty, el camino de la muerte se afirma, tras larga investigación, que el ejército alemán nunca penetró en el sitio y por tanto nunca llevó a cabo masacres allí. Esta afirmación se basa en confesiones de exmiembros del NKVD y en los testimonios de 55 aldeanos, testigos presenciales de pueblos como Cna, Cna-Yodkava, Drazdova, Padbaloccie y otros, que dieron testimonio de que el NKVD trajo a la gente en camiones y la ejecutó durante 1937-1941.
El presidente de los Estados Unidos Bill Clinton visitó el bosque de Kurapaty en 1994, cuando visitó Bielorrusia en agradecimiento por el compromiso bielorruso de transferir sus armas nucleares a la Federación de Rusia postsoviética. Clinton dedicó un pequeño monumento de granito con la leyenda "Para los bielorrusos, del pueblo estadounidense", quizás el primer testimonio cultural postsoviético de los EE. UU. en suelo bielorruso. El monumento fue dañado tres veces por vándalos no identificados, aunque fue posteriormente restaurado.
En 2001, cuando el sitio de Kurapaty fue amenazado por la prevista ampliación de la carretera de circunvalación de Minsk, la juventud del Frente Popular Bielorruso, Zubr, y organizaciones más pequeñas ocuparon el lugar y establecieron una acampada, en pleno duro invierno, con tiendas de campaña.
El 29 de octubre de 2004, la comunidad judía de Bielorrusia instaló un monumento en memoria de los judíos y personas de otras nacionalidades que fueron asesinados en el bosque de Kurapaty. La piedra, de granito marrón, tiene dos inscripciones, en yiddish y en bielorruso: "A nuestros compañeros creyentes judíos, cristianos y musulmanes – a las víctimas del estalinismo, de los judíos de Bielorrusia".
Cada año, en noviembre, en la fiesta de Dziady (Todos los Santos, el día en que los bielorrusos recuerdan sus ancestros fallecidos), cientos de personas visitan este lugar en recuerdo de los crímenes de la represión política soviética. La primera de estas manifestaciones tuvo lugar en 1988, con decenas de miles de participantes, y fue brutalmente dispersada por la policía. La administración de Aleksandr Lukashenko no reconoce el caso Kurapaty como un delito soviético contra la humanidad y nunca se menciona Kurapaty en público.

## Galería

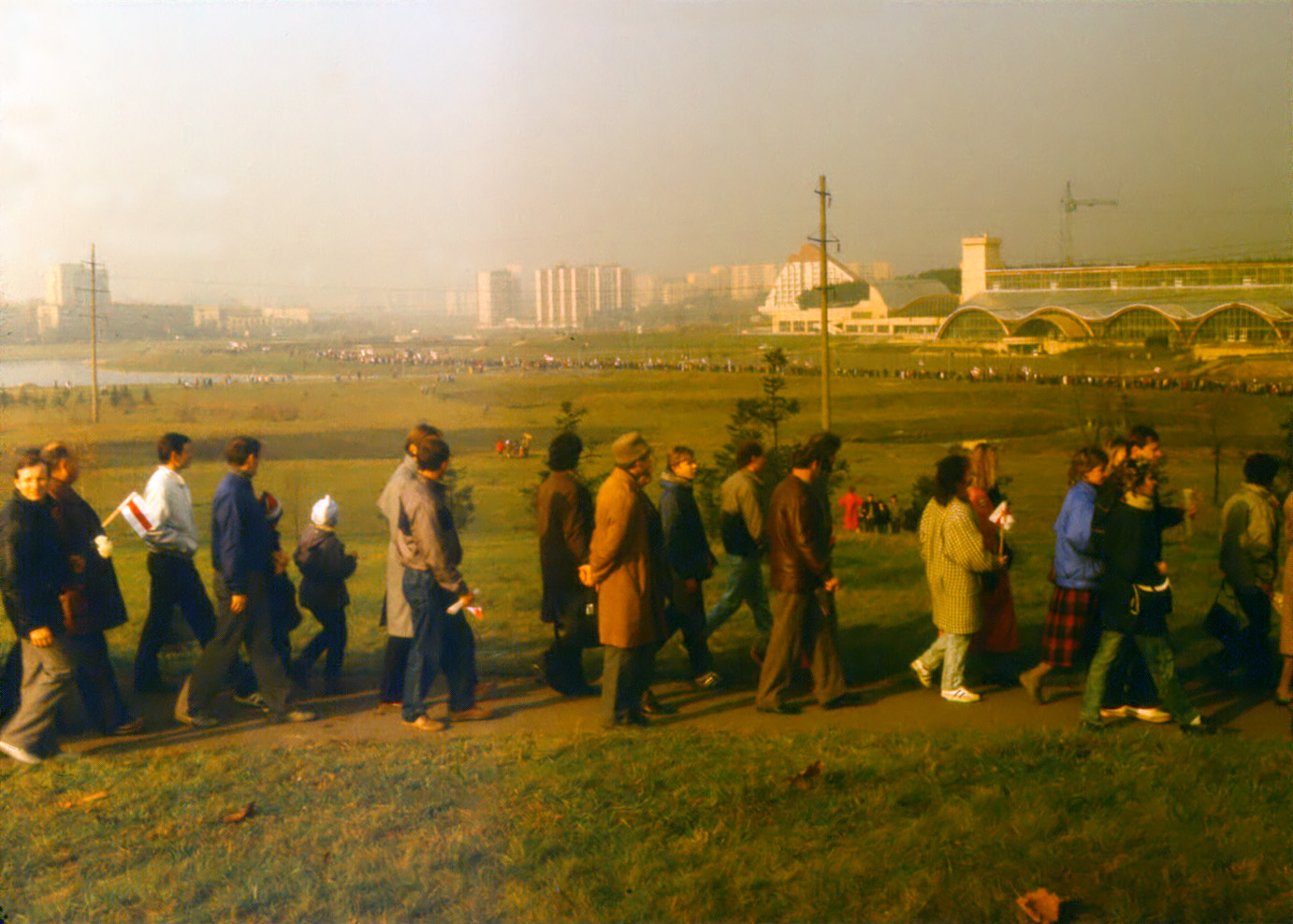
Kurapaty, 1989 (calle Kalinowski).
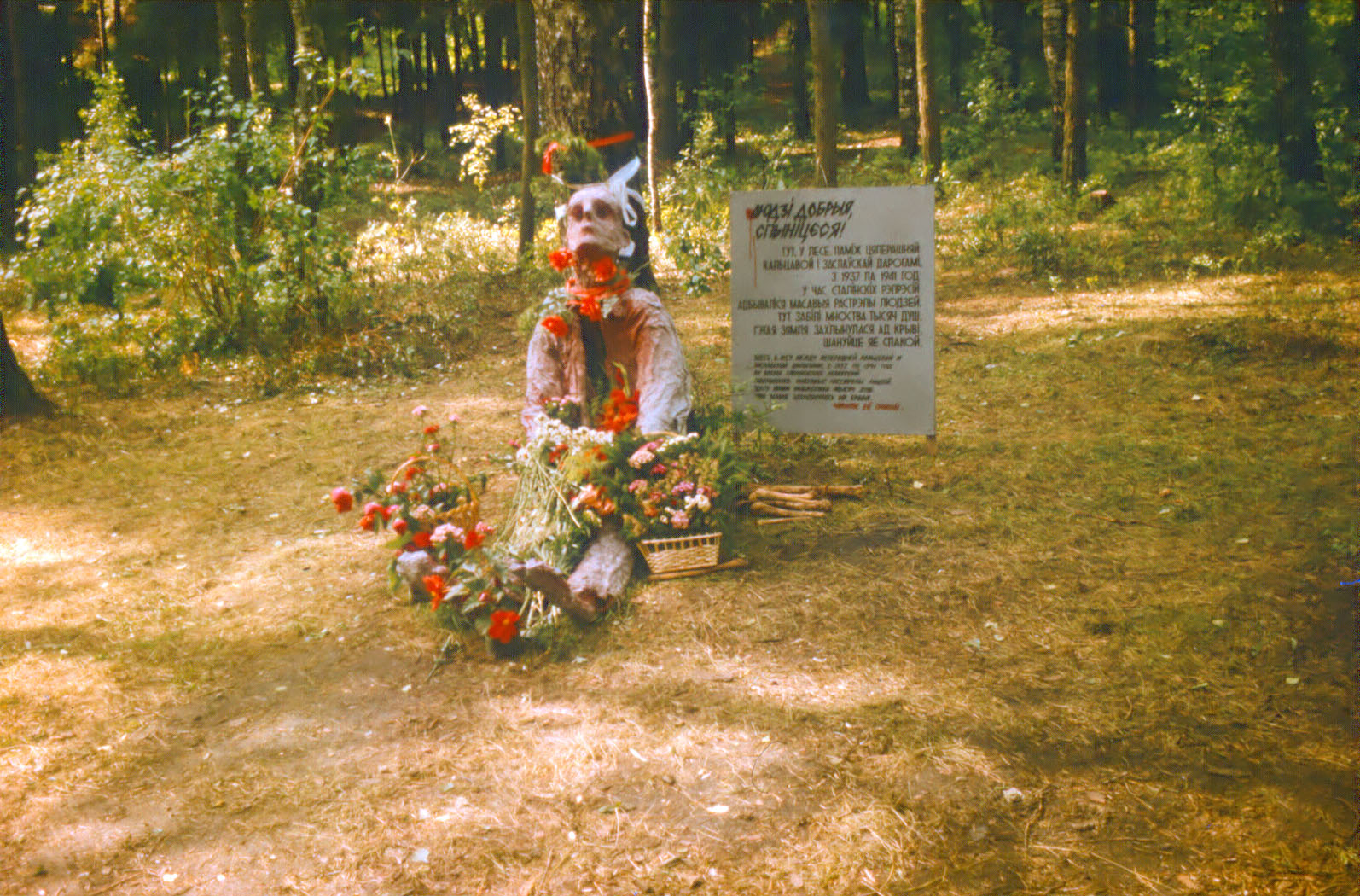
Kurapaty, 1989.
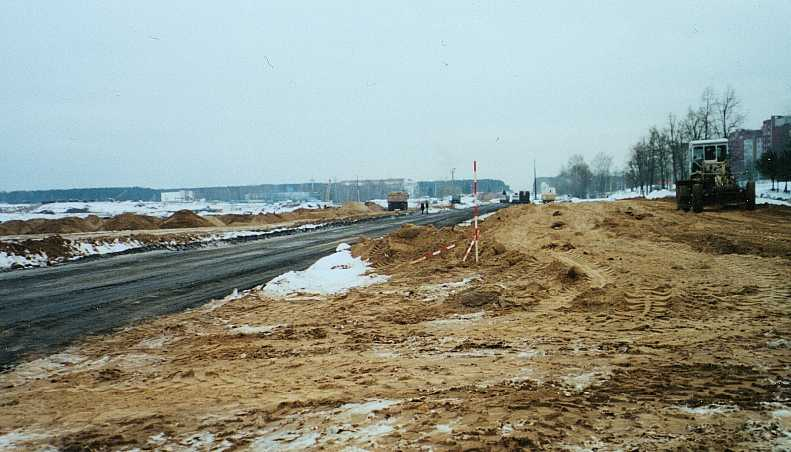
Carretera de circunvalación de Minsk, en construcción, a través del sitio de las masacres de Kurapaty (2001).
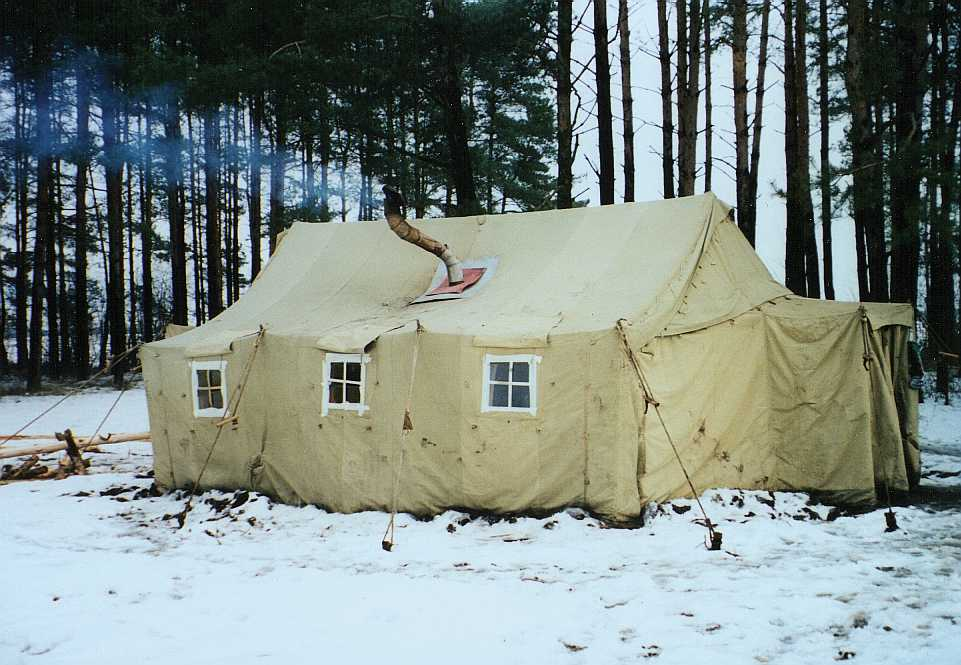
Tienda de campaña de los manifestantes (2001).
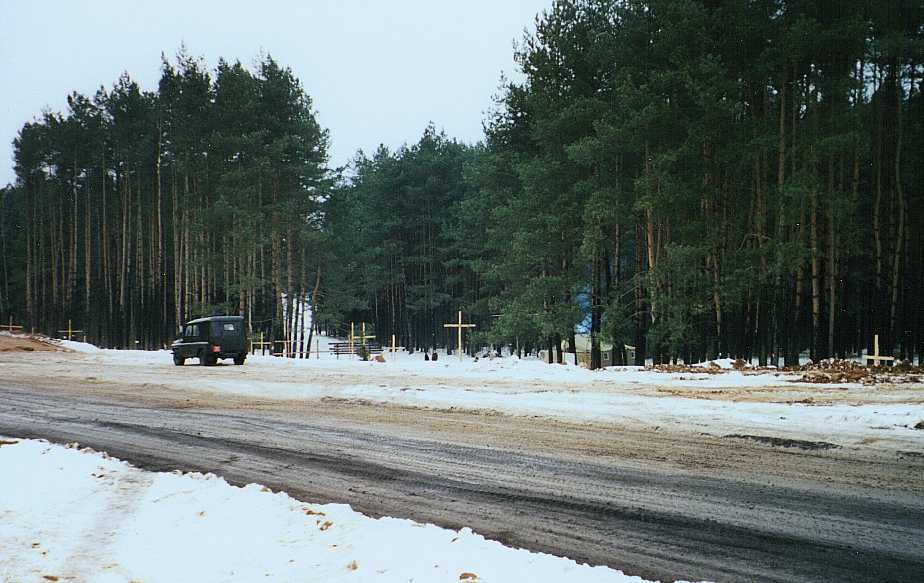
Policías vigilando a los manifestantes (2001).
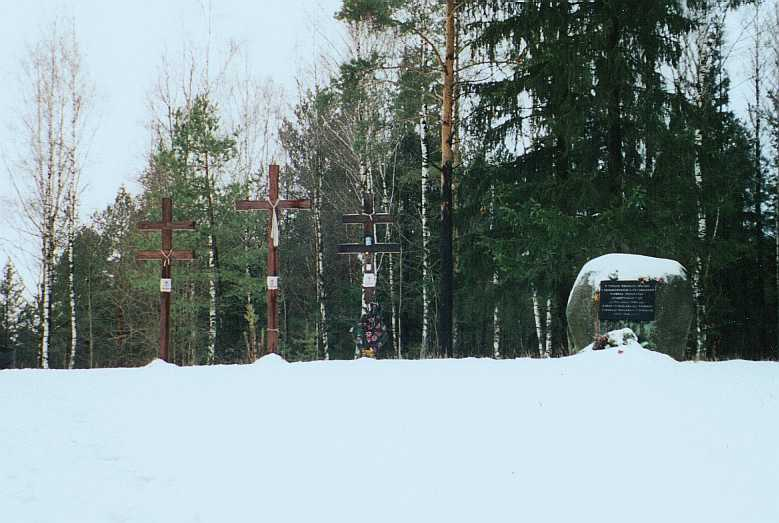
Cruces y monumento de piedra colocado en 1989 en medio del sitio (2001).
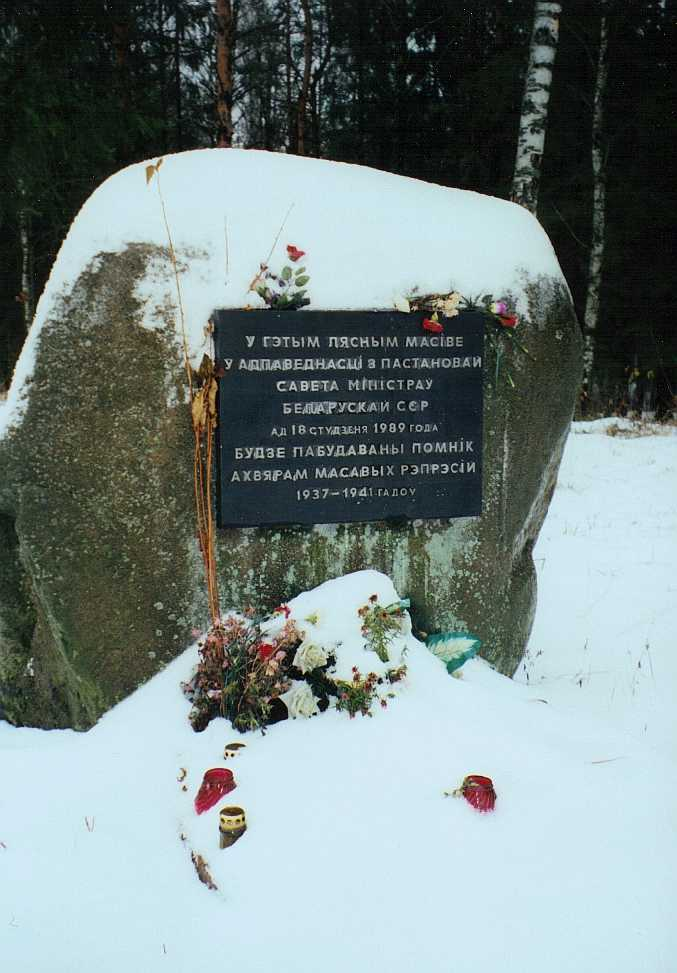
Primer plano de la lápida conmemorativa (2001).
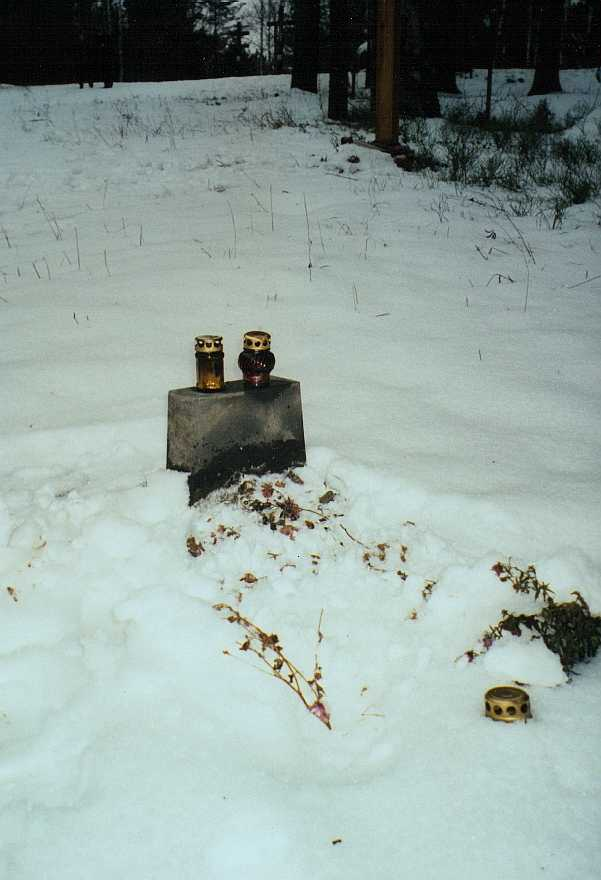
Restos del monumento dedicado por el presidente de Estados Unidos Bill Clinton, que fue destruido más tarde (2001).